# Vuolip Fávrrátjávri
Vuolip Fávrrátjávri, som både bytt namn och ortografi från Fauratjauratjah, är en sjö i Gällivare kommun i Lappland och ingår i Kalixälvens huvudavrinningsområde. Sjön har en area på 0,329 kvadratkilometer och ligger 675 meter över havet. Vuolip Fávrrátjávri ligger i Torne och Kalix älvsystem Natura 2000-område. Sjön avvattnas av Girjásjohka.
Vuolip betyder nedre och syftar på att sjön ligger lägre än den uppströms liggande Bajit Fávrrátjávri.

## Delavrinningsområde
Vuolip Fávrrátjávri ingår i det delavrinningsområde (751525-165390) som SMHI kallar för Ovan Vuotkajåkka. Medelhöjden är 771 meter över havet och ytan är 91,37 kvadratkilometer. Räknas de 2 avrinningsområdena uppströms in blir den ackumulerade arean 149,45 kvadratkilometer. Dierddujohka som avvattnar avrinningsområdet har biflödesordning 2, vilket innebär att vattnet flödar genom totalt 2 vattendrag (Kaitumälven (Gáidumeatnu), Kalixälven) innan det når havet efter 375 kilometer. Avrinningsområdet består mestadels av kalfjäll (93 procent). Avrinningsområdet har 0,48 kvadratkilometer vattenytor vilket ger det en sjöprocent på 0,5 procent.